# Race Across America
Race Across America, s kratico RAAM, je vsakoletna ultramaratonska kolesarska dirka, ki od leta 1982 poteka med zahodno in vzhodno obalo ZDA v dolžini trase približno 4800 km in trajanju dirke približno en teden. Dirka se od običajnih etapnih kolesarskih dirk, kot je Tour de France, razlikuje po tem, da ni razdeljena na posamezne etape, ampak vseskozi poteka, dirkači pa si sami določijo čas za počitek in hrano. Poteka v več kot dvajsetih tekmovalnih razredov, od katerih je najpomembnejši  in najodmevnejši moški solo. Najuspešnejši tekmovalec po številu zmag v skupnem seštevku je avstrijski kolesar Christoph Strasser s šestimi zmagami, Jure Robič jih je dosegel pet.

## Zmagovalci
| Leto | Zmagovalec                                          | Država                                              | Trasa                                               | Km                                                  | Čas                                                 | Km/h                                                |
| ---- | --------------------------------------------------- | --------------------------------------------------- | --------------------------------------------------- | --------------------------------------------------- | --------------------------------------------------- | --------------------------------------------------- |
| 1982 | Lon Haldeman                                        | ZDA                                                 | Santa Monica Pier - Empire State Building           | 4.777                                               | 9 dni 20 h 02 min                                   | 20,3                                                |
| 1983 | Lon Haldeman                                        | ZDA                                                 | Santa Monica Pier - Atlantic City                   | 5.100                                               | 10 dni 16 h 29 min                                  | 20,0                                                |
| 1984 | Pete Penseyres                                      | ZDA                                                 | Huntington Beach - Atlantic City                    | 4.904                                               | 9 dni 13 h 13 min                                   | 21,4                                                |
| 1985 | Jonathan Boyer                                      | ZDA                                                 | Huntington Beach - Atlantic City                    | 5.020                                               | 9 dni 02 h 06 min                                   | 23,0                                                |
| 1986 | Pete Penseyres                                      | ZDA                                                 | Huntington Beach - Atlantic City                    | 5.000                                               | 8 dni 09 h 47 min                                   | 24,8                                                |
| 1987 | Michael Secrest                                     | ZDA                                                 | San Francisco - Washington Monument                 | 5.032                                               | 9 dni 11 h 35 min                                   | 22,0                                                |
| 1988 | Franz Spilauer                                      | Avstrija                                            | San Francisco - Washington Monument                 | 4.946                                               | 9 dni 07 h 09 min                                   | 22,2                                                |
| 1989 | Paul Solon                                          | ZDA                                                 | Fairgrounds - Battery Park                          | 4.685                                               | 8 dni 08 h 45 min                                   | 23,3                                                |
| 1990 | Bob Fourney                                         | ZDA                                                 | Holiday Inn - Rousakis Plaza                        | 4.720                                               | 8 dni 11 h 26 min                                   | 23,2                                                |
| 1991 | Bob Fourney                                         | ZDA                                                 | Holiday Inn - Rousakis Plaza                        | 4.720                                               | 8 dni 16 h 44 min                                   | 22,5                                                |
| 1992 | Rob Kish                                            | ZDA                                                 | Holiday Inn - Rousakis Plaza                        | 4.685                                               | 8 dni 03 h 11 min                                   | 24,0                                                |
| 1993 | Gerry Tatrai                                        | Avstralija                                          | Holiday Inn - Rousakis Plaza                        | 4.680                                               | 8 dni 20 h 19 min                                   | 22,0                                                |
| 1994 | Rob Kish                                            | ZDA                                                 | Holiday Inn - Rousakis Plaza                        | 4.669                                               | 8 dni 14 h 25 min                                   | 22,7                                                |
| 1995 | Rob Kish                                            | ZDA                                                 | Holiday Inn - Rousakis Plaza                        | 4.686                                               | 8 dni 19 h 59 min                                   | 22,0                                                |
| 1996 | Daniel Chew                                         | ZDA                                                 | Holiday Inn - Rousakis Plaza                        | 4.675                                               | 8 dni 07 h 14 min                                   | 23,5                                                |
| 1997 | Wolfgang Fasching                                   | Avstrija                                            | Holiday Inn - Rousakis Plaza                        | 4.868                                               | 9 dni 04 h 50 min                                   | 22,0                                                |
| 1998 | Gerry Tatrai                                        | Avstralija                                          | Holiday Inn - Rousakis Plaza                        | 4.677                                               | 8 dni 11 h 22 min                                   | 23,0                                                |
| 1999 | Danny Chew                                          | ZDA                                                 | Holiday Inn - Rousakis Plaza                        | 4.728                                               | 8 dni 7 h 34 min                                    | 23,7                                                |
| 2000 | Wolfgang Fasching                                   | Avstrija                                            | Portland - Pensacola Beach                          | 4.788                                               | 8 dni 10 h 19 min                                   | 23,7                                                |
| 2001 | Andrea Clavadetscher                                | Lihtenštajn                                         | Portland - Pensacola Beach                          | 4.801                                               | 9 dni 00 h 17 min                                   | 22,2                                                |
| 2002 | Wolfgang Fasching                                   | Avstrija                                            | Portland - Pensacola Beach                          | 4.815                                               | 9 dni 03 h 38 min                                   | 21,9                                                |
| 2003 | Allen Larsen                                        | ZDA                                                 | San Diego - Atlantic City                           | 4.702                                               | 8 dni 23 h 36 min                                   | 21,9                                                |
| 2004 | Jure Robič                                          | Slovenija                                           | San Diego - Atlantic City                           | 4.761                                               | 8 dni 09 h 51 min                                   | 23,7                                                |
| 2005 | Jure Robič                                          | Slovenija                                           | San Diego - Atlantic City                           | 4.911                                               | 9 dni 8 h 48 min                                    | 21,9                                                |
| 2006 | Daniel Wyss                                         | Švica                                               | Oceanside - Atlantic City                           | 4.897                                               | 9 dni 11 h 50 min                                   | 21,6                                                |
| 2007 | Jure Robič                                          | Slovenija                                           | Oceanside - Atlantic City                           | 4.897                                               | 8 dni 19 h 33 min                                   | 23,2                                                |
| 2008 | Jure Robič                                          | Slovenija                                           | Oceanside - Annapolis                               | 4.851                                               | 8 dni 23 h 33 min                                   | 22,5                                                |
| 2009 | Daniel Wyss                                         | Švica                                               | Oceanside - Annapolis                               | 4.862                                               | 8 dni 5 h 45 min                                    | 24,6                                                |
| 2010 | Jure Robič                                          | Slovenija                                           | Oceanside - Annapolis                               | 4.836                                               | 9 dni 1 h 1 min                                     | 22,3                                                |
| 2011 | Christoph Strasser                                  | Avstrija                                            | Oceanside - Annapolis                               | 4.811                                               | 8 dni 8 h 6 min                                     | 24,04                                               |
| 2012 | Reto Schoch                                         | Švica                                               | Oceanside - Annapolis                               | 4.811                                               | 8 dni 6 h 29 min                                    | 24,24                                               |
| 2013 | Christoph Strasser                                  | Avstrija                                            | Oceanside - Annapolis                               | 4.817                                               | 7 dni 22 h 52 min                                   | 25,23                                               |
| 2014 | Christoph Strasser                                  | Avstrija                                            | Oceanside - Annapolis                               | 4.860                                               | 7 dni 15 h 56 min                                   | 26,43                                               |
| 2015 | Severin Zotter                                      | Avstrija                                            | Oceanside - Annapolis                               | 4.860                                               | 8 dni 8 h 17 min                                    | 24,27                                               |
| 2016 | Pierre Bischoff                                     | Nemčija                                             | Oceanside - Annapolis                               | 4.860                                               | 9 dni 17 h 9 min                                    | 21,18                                               |
| 2017 | Christoph Strasser                                  | Avstrija                                            | Oceanside - Annapolis                               | 4.940                                               | 8 dni 9 h 34 min                                    | 24,51                                               |
| 2018 | Christoph Strasser                                  | Avstrija                                            | Oceanside - Annapolis                               | 4.940                                               | 8 dni 1 h 23 min                                    | 25,65                                               |
| 2019 | Christoph Strasser                                  | Avstrija                                            | Oceanside - Annapolis                               | 4.940                                               | 8 dni 6 h 51 min                                    | 24,85                                               |
| 2020 | odpoved zaradi Pandemije koronavirusne bolezni 2019 | odpoved zaradi Pandemije koronavirusne bolezni 2019 | odpoved zaradi Pandemije koronavirusne bolezni 2019 | odpoved zaradi Pandemije koronavirusne bolezni 2019 | odpoved zaradi Pandemije koronavirusne bolezni 2019 | odpoved zaradi Pandemije koronavirusne bolezni 2019 |
| 2021 | Leah Goldstein                                      | Kanada                                              | Oceanside - Annapolis                               | 4.889                                               | 11 dni 3 h 3 min                                    | 18,31                                               |
| 2022 | Allan Jefferson                                     | Avstralija                                          | Oceanside - Annapolis                               | 4.889                                               | 10 dni 0 h 15 min                                   | 20,34                                               |
| 2023 | Isa Pulver                                          | Švica                                               | Oceanside - Annapolis                               | 4.889                                               | 9 dni 18 h 48 min                                   | 20,8                                                |
| 2024 | Jimmy Ronn                                          | Švedska                                             | Oceanside - Atlantic City                           | 4.895                                               | 8 dni 18 h 11 min                                   | 23,29                                               |
| 2025 | Philipp Kaider                                      | Avstrija                                            | Oceanside - Atlantic City                           | 4,938                                               | 8 dni 22 h 32 min                                   | 23,01                                               |